# Choluteca megye
Choluteca Honduras legdélebbi megyéje. Székhelye Choluteca. Nevét arról kapta, hogy amikor 1524-ben a Hernán Cortés szolgálatában álló Bernal Díaz del Castillo eljutott ide, egy Choluteca Malalaca nevű, csorotég indiánok által lakott települést talált itt.

## Földrajz
Az ország déli részén elterülő megye nyugaton a Csendes-óceán egy öblével és Valle megyével határos, míg északon Francisco Morazán és El Parasío megyék, keleten és délen pedig Nicaragua határolja.

## Népesség
Ahogy egész Hondurasban, a népesség növekedése Choluteca megyében is gyors. A változásokat szemlélteti az alábbi táblázat:
| Év             | Lakosság |
| -------------- | -------- |
| 1988           | 306 832  |
| 2001           | 390 805  |
| 2010 (becsült) | 459 124  |